# Grippina californica
Grippina californica är en musselart som beskrevs av Dall 1912. Grippina californica ingår i släktet Grippina och familjen Spheniopsidae. Inga underarter finns listade i Catalogue of Life.